# Шістдесятники

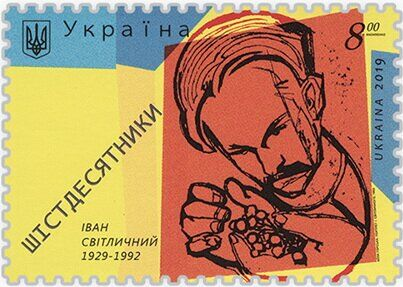
«Шістдесятники. Іван Світличний (1929—1992)», поштова марка України (2019)

Шістдеся́тники, або шестидесятники, — назва покоління радянської та української національної інтелігенції з яскраво вираженою громадянською позицією, що ввійшло у культуру (мистецтво, літературу тощо) та політику СРСР у другій половині 1950-х — період тимчасового послаблення комуністично-більшовицького тоталітаризму та хрущовської «відлиги» (десталінізації та деякої лібералізації) і найповніше себе творчо виявило на початку та в середині 1960-х років (звідси й назва). Шістдесятники були внутрішньою моральною опозицією радянського тоталітарного державного режиму, серед них були політичні в'язні та «в'язні совісті», дисиденти.

## Шістдесятники України
Шістдесятники виступали на захист національної мови та культури, свободи художньої творчості.
Основу руху шістдесятників склали письменники Іван Драч, Микола Вінграновський, Володимир Дрозд, Григір Тютюнник, Борис Олійник, Віталій Дончик, Василь Симоненко, Микола Холодний, Ліна Костенко, Валерій Шевчук, Євген Гуцало, Ігор Калинець, Ірина Калинець, художники Алла Горська, Віктор Зарецький, Стефанія Шабатура, Панас Заливаха, Борис Чичибабін, літературні критики Іван Дзюба, Євген Сверстюк, режисер Лесь Танюк, кінорежисери Сергій Параджанов, Юрій Іллєнко, мистецтвознавці Роман Корогодський, Юрій Смирний, перекладачі Григорій Кочур, Микола Лукаш та інші.
Шістдесятники протиставляли себе офіційному догматизмові, сповідували свободу творчого самовираження, культурний плюралізм, пріоритет загальнолюдських цінностей над класовими. Значний вплив на їх становлення справила західна гуманістична культура, традиції «розстріляного відродження» та здобутки української культури кінця XIX — початку ХХ ст. Одним із тих, хто закладав фундамент шістдесятництва в Україні, став доцент факультету журналістики Матвій Шестопал, адже серед його учнів були В'ячеслав Чорновіл, Борис Олійник, Василь Симоненко, Вадим Крищенко, Борис Рогоза, Микола Шудря, Вадим Мицик та багато інших патріотично налаштованих особистостей.
Шістдесятники розвинули активну культурницьку діяльність, яка виходила за межі офіціозу: влаштовували неформальні літературні читання та художні виставки, вечори пам'яті репресованих митців, ставили замовчувані театральні п'єси, складали петиції на захист української культури. Організовані у 1959—1960 рр. Клуб творчої молоді «Сучасник» в Києві та в 1962 р. клуб «Пролісок» у Львові стали справжніми осередками альтернативної національної культури. Шістдесятники відновили традиції класичної дореволюційної інтелігенції, якій були притаманні прагнення до духовної незалежності, політична відчуженість, ідеали громадянського суспільства та служіння народові.
Культурницька діяльність, яка не вписувалась у рамки дозволеного, викликала незадоволення влади. Шістдесятників не вдалося втримати в офіційних ідейно-естетичних межах, і з кінця 1962 р. почався масований тиск на нонконформістську інтелігенцію. Перед шістдесятниками закрилися сторінки журналів, посипалися звинувачення у «формалізмі», «безідейності», «буржуазному націоналізмі». У відповідь шістдесятницькі ідеї стали поширюватися у самвидаві.
Наштовхнувшись на жорсткий опір партійного апарату, частина шістдесятників пішла на компроміс із владою, інші еволюціонували до політичного дисидентства, правозахисного руху та відкритого протистояння режимові.

## Початок 1960-х
Першими речниками шістдесятників в Україні були Ліна Костенко й автор гостропубліцистичних поезій, спрямованих проти русифікації й національного поневолення України, Василь Симоненко.
Слідом за ними з'явилася ціла плеяда поетів: Іван Драч, Микола Вінграновський, Микола Холодний, Григорій Кириченко, Василь Голобородько, Ігор Калинець, Іван Сокульський, Борис Мамайсур та інші. На початку близько до шістдесятників стояв Віталій Коротич. До шістдесятників відносять також поета Івана Коваленка, хоча за віком він був старшим за більшість із них.
У прозі найвизначнішими шістдесятниками були Валерій Шевчук, Григір Тютюнник, Володимир Дрозд, Євген Гуцало, Ярослав Ступак; у критиці — Іван Дзюба, Іван Світличний, Євген Сверстюк, Іван Бойчак; у публіцистиці — Степан Кожум'яка. До найвизначніших шістдесятників слід додати з політичних, та більше з кон'юнктурних причин нині замовчуваних активних борців з режимом, таких як майстер політичного памфлету Валентин Мороз («Репортаж із заповідника імені Берія», «Бумеранг», «Бастіон українського опору», «Серед снігів», «Дедал і Тантал», «Лист до Євдокії Лось», класична гумореска, оплачена п'ятнадцятьма роками каторги, «Я бачив Магомета»). Михайла Осадчого (його табірна повість «Більмо» вийшла 5 іноземними мовами), Василя Рубана («По той бік добра»).
З появою шістдесятників гостро постала проблема «батьків і дітей» у літературі. Молода генерація закидала «літературним батькам» відповідальність за сталінські злочини, пристосуванство до деспотичного режиму, творчу імпотенцію («Ода чесному боягузові» Івана Драча). Коли поети — лідери шістдесятництва — після перших арештів у 1965 відійшли у тінь, у «внутрішню еміграцію», Микола Холодний не припиняв війну словом з режимом до свого арешту у 1972 році («Крик з могили», 1961, «Сьогодні у церкві коні ночують і воду п'ють…», 1961, «Дядько має заводи й фабрики…», 1963, «Собаки в місті мають паспорти…», 1964, «Вмирають поети», 1965, «Монолог Франка», 1966, «Товаришам із тюрми», 1966, «Перед автопортретом Параджанова», 1968, «П'ять бажань патріота або інтернаціоналізм навиворіт», 1970). Зі свого боку, дехто зі старших письменників (Павло Тичина, Платон Воронько, Микола Шеремет, Михайло Чабанівський) вороже поставився до експерименту й новаторства шістдесятників.
Для поезії шістдесятників характеристичне було оновлення заштампованої соцреалістичною догматикою поетики, інтелектуалізм, замилування в ускладненій метафорі й синтаксі, урізноманітнення ритміки тощо; у прозі — звільнене від соцреалістичного фальшу реалістичне зображення дійсності, часто з дотепним гумором (оповідання Григора Тютюнника), а то й у гостро сатиричному плані («Катастрофа», «Маслини» Володимира Дрозда), витончені мотивації поведінки героїв, зацікавлення історичною тематикою (Валерій Шевчук).

## Кінець «відлиги»
Рух шістдесятників виразно протримався ледве одне десятиліття. Вже 17 грудня 1962 року на спеціально скликаній нараді-зустрічі творчої інтелігенції з керівництвом держави їх гостро розкритикували. Після внутрішнього перевороту в КПРС та відставки Хрущова восени 1964 року тиск державної цензури на інтелігенцію різко посилився. Після постанови ЦК КПРС «Про цензуру» (весна 1965), а особливо після вводу військ СРСР у Чехословаччину (кінець «Празької весни») (влітку 1968 року) КПРС взяла курс на реставрацію тоталітаризму. З «відлигою» у культурі та політикою лібералізації було покінчено. Після Праги єдиновладно правляча країною партія (КПРС) небезпідставно бачила у творчій, ліберальній та демократичній інтелігенції головну загрозу своїй диктатурі, монополії на владу.
Рух «шістдесятників» було розгромлено або загнано у внутрішнє «духовне підпілля» арештами 1965—1972 pp. У цьому процесі частина шістдесятників без особливого опору перейшла на офіційні позиції (Віталій Коротич, Іван Драч, Володимир Дрозд, Євген Гуцало та ін.), декого на довгий час (Ліна Костенко), а інших взагалі перестали друкувати (Борис Мамайсур, Василь Голобородько, Ярослав Ступак).
Ще інших, що не припиняли опору національній дискримінації й русифікації, заарештовано й покарано довголітнім ув'язненням (Іван Світличний, Євген Сверстюк, Василь Стус, Ірина Калинець, Ігор Калинець, Стефанія Шабатура, Валерій Марченко, Микола Плахотнюк та ін.), в якому вони або загинули (Василь Стус, Валерій Марченко), або після звільнення їм цілковито заборонена участь у літературному процесі (і навіть працювати лікарем, як було заборонено Миколі Плахотнюку). З тих, що були заарештовані, єдиний Іван Дзюба офіційно капітулював і був звільнений з ув'язнення та допущений до літературної праці, але вже цілковито в річищі соцреалізму.
У висліді цих процесів на початку 1970-х літературний рух шістдесятників цілковито зник, лише у творчості кількох поетів і прозаїків (Ліна Костенко, Валерій Шевчук) збереглися прикмети літературного оновлення, ними започаткованого.
Окрім того, рух шістдесятників відіграв значну роль у поширенні самвидавної літератури і головне — в посиленні в Україні руху опору проти російського великодержавного шовінізму й русифікації (книга Івана Дзюби «Інтернаціоналізм чи русифікація?», есеї Євгена Сверстюка, самвидавні поезії багатьох авторів, зокрема Василя Симоненка, Миколи Холодного, Ігоря Калинця  — протестні твори цих двох молодих поетів найбільше множилися й поширювалися, та інших, викривальні памфлети й протестні листи літературознавців Василя Стуса, Валерія Марченка тощо).

## У мистецтві
Українські митці-шістдесятники своїми творами і активною громадською діяльністю намагалися відроджувати національну свідомість, боролися за збереження української мови та культури, сприяли демократизації суспільно-політичного життя в республіці.
Усвідомлення українською творчою молоддю злочинної суті комуністичної системи сприяло її звільненню з-під впливу ідеологічних догм «соціалістичного реалізму», підвищувало статус загальнолюдських цінностей та ідеалів. Формування світогляду шістдесятників відбувалося під впливом гуманістичної культури Заходу, ознайомлення з якою сприяло зростанню зацікавлення до надбань власної культури, історії та традицій українського народу. Шістдесятники у своїх творах намагалися говорити про реальні проблеми життя, болючі питання, замовчувані у часи сталінізму і які хвилювали тогочасне українське суспільство.
Найвідомішими представниками шістдесятництва були
- поети і прозаїки Микола Вінграновський, Василь Голобородько, Євген Гуцало, Іван Драч, Вілен Барський, Роман Іваничук, Ірина та Ігор Калинці, Григорій Кириченко, Ліна Костенко, Борис Мамайсур, Юрій Мушкетик, Микола Руденко, Євген Сверстюк, Іван Світличний, Василь Симоненко, Григір Тютюнник, Валерій Шевчук;
- художники Алла Горська, Опанас Заливаха, Борис Плаксій, Віктор Зарецький, Веніамін Кушнір, Галина Севрук, Людмила Семикіна, Стефанія Шабатура;
- режисери Сергій Параджанов, Юрій Іллєнко, Леонід Осика, Лесь Танюк;
- перекладачі Григорій Кочур та Микола Лукаш.

На початку 1960-х років діяли клуби творчої молоді — київський «Сучасник» (голова — Лесь Танюк) і львівський «Пролісок» (голова — Михайло Косів), які стали центрами громадської діяльності шістдесятників. У клубах відбувалися літературні зустрічі, вечори пам'яті, театральні постановки, де молоді митці формували власний світогляд та світобачення своїх слухачів і читачів.

## Шістдесятники у політиці
У політиці 1960—1970-х років 20 століття «шістдесятники» являли собою внутрішню моральну опозицію до радянського тоталітарного державного режиму. З початком політики «Перебудови» та «Гласності» (друга половина 1980-х — початок 1990-х рр.) «шістдесятниками» стали називати також представників нової генерації комуністичної еліти, чий світогляд сформувався в кінці 1950-х — на початку 1960-х років і що прийшла до влади. Це політики — Михайло Горбачов, Олександр Яковлєв; філософи Олександр Зінов'єв, Мераб Мамардашвілі, Юрій Левада, політологи Олександр Бовін, Федір Бурлацький, редактори масмедіа — Віталій Коротич, Єгор Яковлєв, Сергій Залигін та багато інших.
Історичний дискурс шістдесятників варто розглядати як опозицію до тогочасних реалій політики УРСР, всі зусилля якої спрямовувалися на конструювання української ідентичності як складової «єдиного радянського народу». Як зазначає Леонід Зашкільняк, цей процес засновувався на низці міфів та ідеологем, базовим із яких залишався усталений з російсько-імперських часів конструкт «трьох братніх східнослов'янських народів» — росіян, українців, білорусів, в якому всі вони протиставлялися «загниваючому» Заходу з його «капіталізмом» і католицтвом.
Із 1963 р. розпочалася хвиля ідеологічних звинувачень на адресу шістдесятників, насамперед у націоналізмі. Влада розгорнула кампанію цькування шістдесятників у пресі, на засіданнях спілок та різноманітних зібраннях. Партійні та карні органи забороняли, а потім і розганяли літературно-мистецькі зустрічі та творчі вечори шістдесятників, закривали клуби творчої молоді. Поступово більшість шістдесятників була позбавлена можливості видавати свої твори, їх звільняли з роботи, проти них влаштовувалися провокації.
Деякі шістдесятники під тиском влади пристосувалися до нових умов і перейшли на офіційні позиції. Проте більшість шістдесятників не змирилася і мужньо відстоювала свої переконання, їхні твори продовжували з'являтися у самвидаві, та вже замість суто культурологічних проблем усе частіше аналізувалися питання суспільно-політичного життя, зокрема колоніального становища республіки у складі СРСР та необхідності створення організованого визвольного руху.
Із середини 1960-х шістдесятники розпочали формування політичної опозиції комуністичному режиму і незабаром стали активними учасниками дисидентського руху в Україні, зокрема як члени Української гельсінської групи.

## У філателії

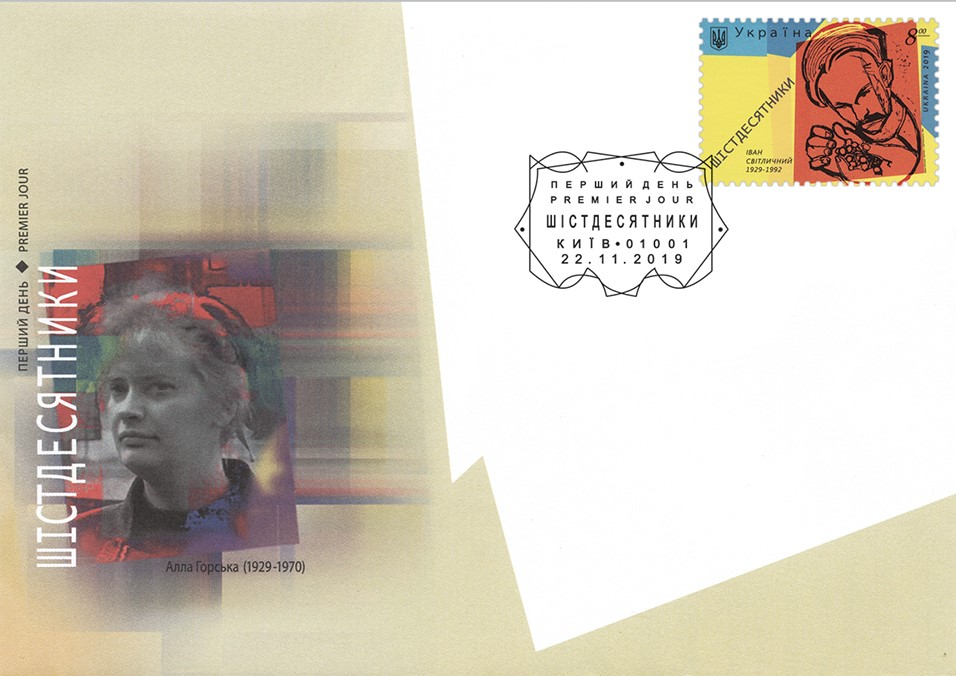
Конверт першого дня України, присвячений «Шістдесятникам» з портретом Алли Горської (2019)

22 листопада 2019 року «Укрпошта» ввела в обіг поштову марку «Шістдесятники. Іван Світличний (1929—1992)» (№ 1786); дизайн Василя Василенка, номінал 8,00 грн. Марка гасилась штемпелем першого дня в Києві на художньому немаркованому конверті, який був використаний як конверт першого дня (КПД). На конверті зображений портрет художниці Алли Горської (1929—1970).